# Aeropuerto de Niuafo'ou
El Aeropuerto de Niuafo'ou (código IATA: NFO, código OACI: NFTO), también conocido como Aeropuerto Reina Lavinia se encuentra en la isla de Niuafo'ou, Tonga.

## Instalaciones
El aeropuerto cuenta con una pista de aterrizaje de superficie de césped, la cual mide 835 m.   

## Aerolíneas y destinos
| Destino | Nombre del aeropuerto              | Aerolínea  |
| ------- | ---------------------------------- | ---------- |
| Vava'u  | Aeropuerto Internacional de Vava'u | Real Tonga |

- Datos: Q651525